# Kamienny Bród
Kamienny Bród – kolonia w Polsce położona w województwie podlaskim, w powiecie białostockim, w gminie Michałowo.
W XVIII w. w Kamiennym Brodzie wzniesiono cerkiew unicką pw. Bogurodzicy, którą w 1845 przeniesiono na cmentarz parafialny w Nowej Woli, gdzie funkcjonuje do dziś jako kaplica cmentarna pw. Zaśnięcia Przenajświętszej Bogurodzicy.
Według Pierwszego Powszechnego Spisu Ludności w 1921 r. Kamienny Bród posiadał status wsi i folwarku. Wówczas znajdowały się tutaj 3 budynki mieszkalne, w których mieszkało 27 osób, w tym: 14 było wyznania mojżeszowego, 10 prawosławnego, 3 rzymskokatolickiego i 1 ewangelickiego. Żydzi zamieszkiwali na terenie folwarku.
W latach 1975–1998 miejscowość administracyjnie należała do województwa białostockiego.

Do nazwy miejscowości nawiązuje ulica Kamiennobrodzka w pobliskim Michałowie.
Wierni kościoła rzymskokatolickiego należą do parafii Opatrzności Bożej w Michałowie.